# Liste der Kulturdenkmale in Ebersbach an der Fils

Wappen von Ebersbach an der Fils

In der Liste der Kulturdenkmale in Ebersbach an der Fils werden unbeweglichen Bau- und Kunstdenkmale in Ebersbach an der Fils aufgelistet. Diese Liste ist noch unvollständig.

## Allgemein
- Bild: Zeigt ein ausgewähltes Bild aus Commons, „Weitere Bilder“ verweist auf die Bilder im Medienarchiv Wikimedia Commons.
- Bezeichnung: Nennt den Namen, die Bezeichnung oder die Art des Kulturdenkmals.
- Lage: Straßenname und Hausnummer oder Flurstücknummer des Kulturdenkmals, gegebenenfalls auch den Ortsteil. Die Grundsortierung der Liste erfolgt nach dieser Adresse. Der Link (Karte) führt zu verschiedenen Kartendiensten mit der Position des Kulturdenkmals. Fehlt dieser Link, wurden die Koordinaten noch nicht eingetragen. Sind diese bekannt, können sie über ein Tool mit einer Kartenansicht einfach nachgetragen werden. In dieser Kartenansicht sind Kulturdenkmale ohne Koordinaten mit einem roten bzw. orangen Marker dargestellt und können durch Verschieben auf die richtige Position in der Karte mit Koordinaten versehen werden. Kulturdenkmale ohne Bild sind an einem blauen bzw. roten Marker erkennbar.
- Datierung: Baubeginn, Fertigstellung, Datum der Erstnennung oder grobe zeitliche Einordnung entsprechend des Eintrags in der zuständigen Denkmaldatenbank (Landesamt für Denkmalpflege Baden-Württemberg).
- Beschreibung: Kurzcharakteristik des Kulturdenkmals.

## Liste
| Bild           | Bezeichnung                       | Lage                             | Datierung | Beschreibung | ID |
| -------------- | --------------------------------- | -------------------------------- | --------- | --- | -- |
| Weitere Bilder | Ehemalige Louis Schuler AG        | Kanalstr. 50, 58 (Karte)         |           | Dieses Gebäude war ehemals eine Montagehalle des Unternehmens Schuler. Nachdem das Gebäude zunächst in die Hände der Firma Südrad überging und anschließend leer stand, findet es heute Nutzung als Lager- und Ausstellungshalle einer Fliesenfirma. |    |
| Weitere Bilder | Evangelische Pfarrkirche St. Veit | Kirchbergstraße 4 (Karte)        | 1480      | Die im spätgotischen Stil erbaute evangelische Pfarrkirche St. Veit ist nordwestlich des historischen Kerns von Ebersbach an der Fils gelegen. Der Turmhelm wurde 1625 von dem Baumeister Heinrich Schickhardt erbaut. Geschützt nach § 28 DSchG     |    |
|                | Evangelische Pfarrkirche          | Roßwälden, Dorfstraße 25 (Karte) | 1726      | Die evangelische Pfarrkirche befindet sich zentral in Roßwälden. Geschützt nach § 28 DSchG | BW |